# Carex cremnicola
Carex cremnicola är en halvgräsart som beskrevs av K.A.Ford. Carex cremnicola ingår i släktet starrar, och familjen halvgräs. Inga underarter finns listade i Catalogue of Life.